# Torre Emperador Castellana
La Torre Emperador Castellana (anteriormente Torre Espacio) es el cuarto rascacielos más alto de España y el octavo de la Unión Europea. Tiene una altura de 224 metros y 56 plantas sobre el nivel del suelo. La altura máxima es de 230 metros (contando la bandera de España instalada en la azotea). La fachada está cubierta exclusivamente de vidrio y las plantas, que tienen forma cuadrada en la base, se modifican a medida que aumenta la altura hasta alcanzar una forma ojival, formando una curva que matemáticamente representa la función coseno.
El edificio se sitúa en la linde entre los distritos madrileños de Chamartín y Fuencarral-El Pardo, en el complejo de rascacielos Cuatro Torres Business Area (CTBA), al final del paseo de la Castellana. La Torre Emperador ha sido la primera, del antes conocido como Madrid Arena, en acabar de construirse. Fue proyectada por el arquitecto Henry N. Cobb, miembro de la firma Pei Cobb Freed & Partners, fundada por Ieoh Ming Pei, y construida por OHL (Obrascón Huarte Lain). El edificio alberga oficinas de empresas como la Inmobiliaria Espacio S.L., OHL, Fertiberia, Ferroatlántica y también las embajadas del Reino Unido, Canadá, Australia y Países Bajos.

## Historia y características

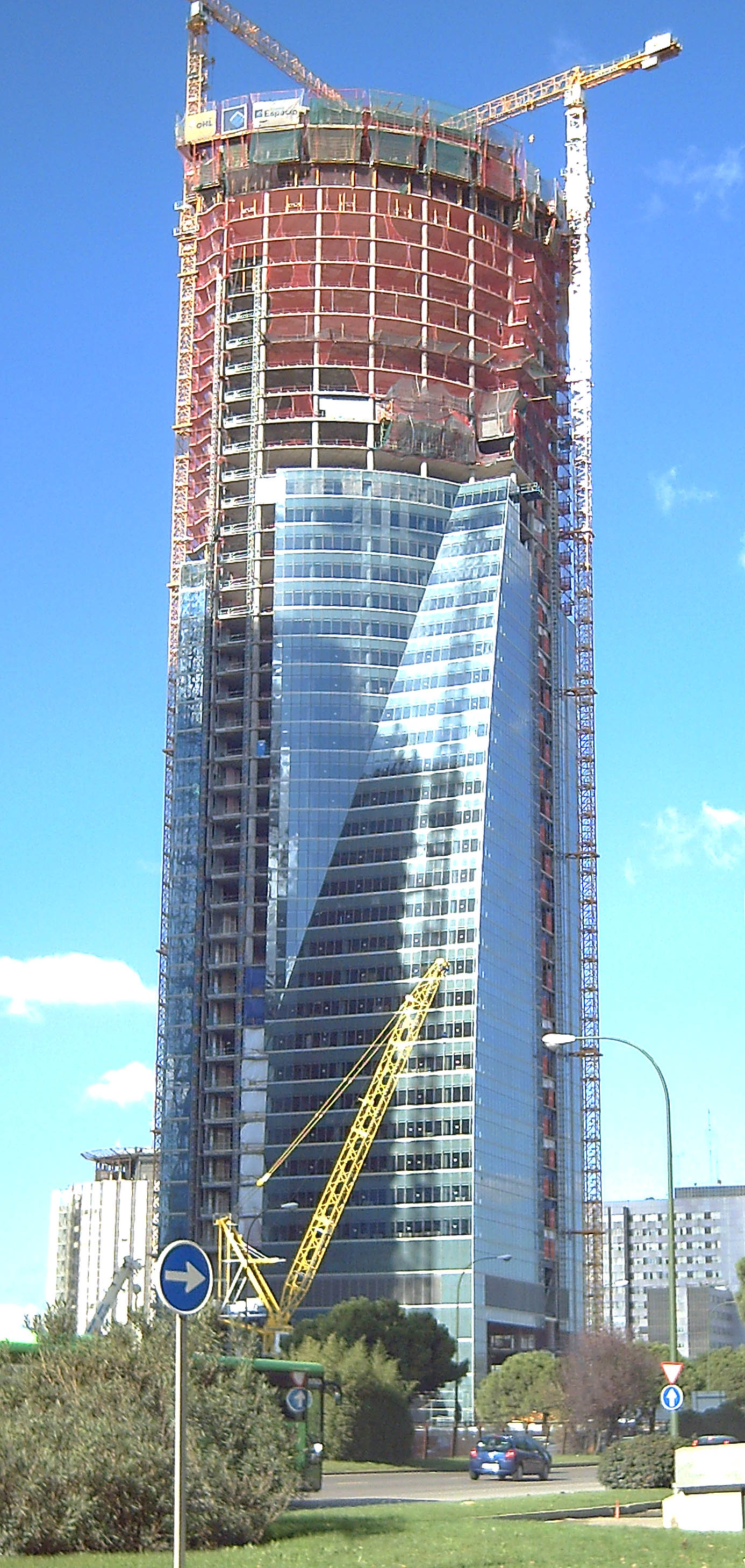
La torre durante su construcción, 9 de noviembre de 2006.

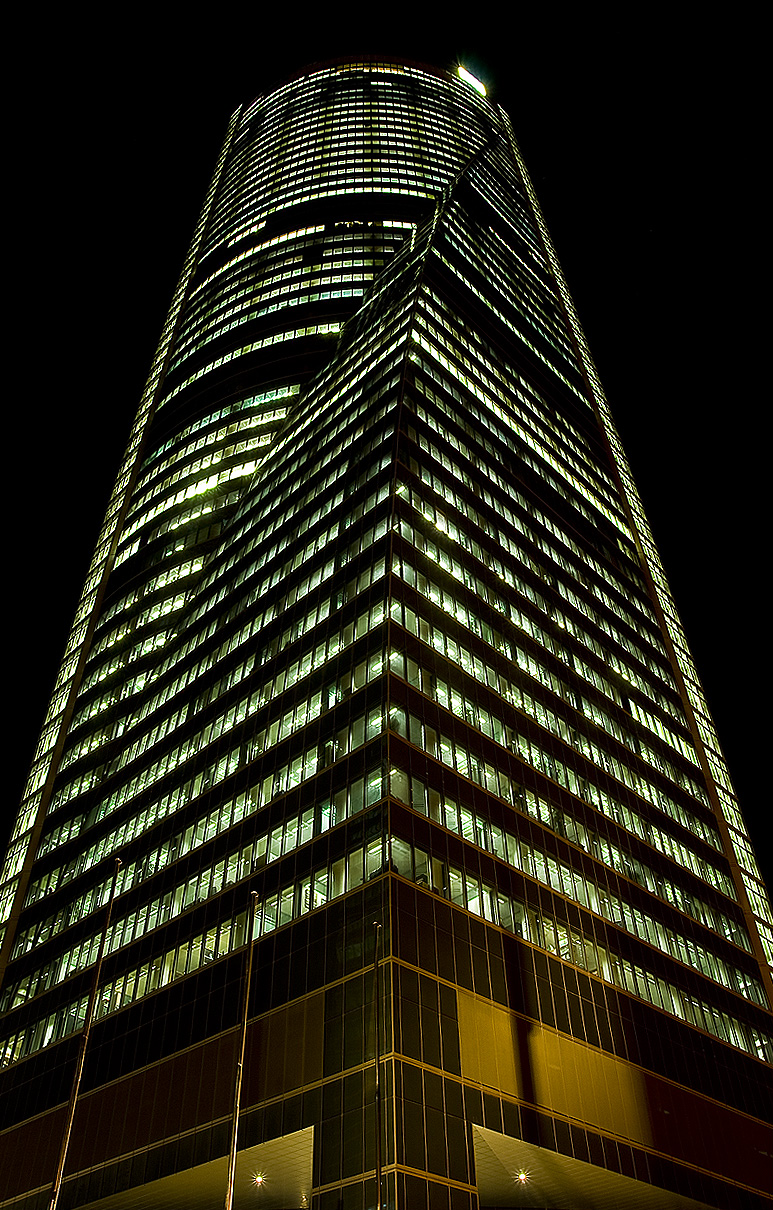
Vista nocturna

La construcción del edificio comenzó en 2004 y en marzo de 2007 alcanzó techo. Durante la noche del 4 de septiembre de 2006 se declaró un incendio entre la planta 40 y 42, la última planta en construcción en ese momento, a una altura de 162 metros. No hubo heridos y los daños no afectaron a la estructura. A fecha del 24 de noviembre de 2006 la Torre Espacio superó en altura al por aquel entonces edificio más alto de España, el Hotel Bali de Benidorm de 186 metros.
El 19 de marzo de 2007 un espectáculo pirotécnico a más de 300 metros de altura celebró que la torre había llegado a su máxima altura y que había sido concluida. El 29 de marzo de 2007 dejó de ser el edificio más alto de España al ser superado por la Torre de Cristal, también ubicada en CTBA.
El edificio tiene particularidades de diseño que provocaron que Discovery Channel se centrase en él en el capítulo 6º de la 4ª Temporada de su serie Extreme Engineering en la construcción de una planta de este edificio. Entre esas particularidades figura que la curva característica que presenta esta torre está definida por la función y = cos (x).
En la planta 33, a 135 metros del suelo, existe una capilla católica, considerada una de las capillas situadas a mayor altura del mundo. La bandera de España del ático es una de las más grandes junto con la de la plaza de Colón.
El edificio alberga oficinas y embajadas en régimen de alquiler.

## Propietarios
En junio de 2015, el presidente del Grupo Villar Mir y de OHL, Juan Miguel Villar Mir puso la Torre Espacio a la venta por 500 millones de euros. En una primera fase, el proceso de venta de la torre, ubicada al norte del paseo de la Castellana de Madrid, suscitó el interés de la familia March, y del fundador de Inditex, Amancio Ortega, a través de su vehículo de inversión Pontegadea. A partir de octubre de 2015, habiendo rechazado las ofertas anteriores, vuelve a poner a la venta su emblemático rascacielos del paseo de la Castellana, subiendo la puja a 600 millones de euros. Parte de los fondos recibidos por la venta de Torre Espacio, irán destinados a levantar un nuevo rascacielos al norte del paseo de la Castellana, llamado Caleido. Finalmente, en noviembre de 2015, el rascacielos es adquirido por el grupo filipino Emperador por 558 millones de euros. A fines de 2022, Andrew Tan, fundador de Emperador Properties, llevó a Bolsa su socimi española para "hacer crecer la inmobiliaria con nuevos activos y sumar nuevos accionistas", siendo también propietaria de Diagonal Zero Zero.

## Inquilinos
En la torre se encuentran empresas españolas e internacionales de todo tipo de sectores, entre las que cabe destacar la constructora OHLA, la sevillana Ayesa  y el grupo inmobiliario Emperador Properties, propietaria del edificio.[cita requerida] Actualmente a julio de 2023 la ocupación de la torre es un 82 %

## Servicios
La torre cuenta con un gimnasio y dos restaurantes, uno en la planta 2, y otro en la planta 33, y una capilla en la planta 33.